# Hammartjärnarna
Hammartjärnarna är en sjö i Jokkmokks kommun i Lappland och ingår i Piteälvens huvudavrinningsområde. Sjön har en area på 0,0465 kvadratkilometer och ligger 258,6 meter över havet.

## Delavrinningsområde
Hammartjärnarna ingår i det delavrinningsområde (733788-167750) som SMHI kallar för Ovan Pärlskalbäcken. Medelhöjden är 348 meter över havet och ytan är 28,6 kvadratkilometer. Räknas de 6 avrinningsområdena uppströms in blir den ackumulerade arean 201,4 kvadratkilometer. Telebäcken (Kuorsjojåkkå) som avvattnar avrinningsområdet har biflödesordning 4, vilket innebär att vattnet flödar genom totalt 4 vattendrag innan det når havet efter 135 kilometer. Avrinningsområdet består mestadels av skog (87 procent). Avrinningsområdet har 0,31 kvadratkilometer vattenytor vilket ger det en sjöprocent på 1,1 procent.